# Endrosa baltica
Endrosa baltica är en fjärilsart som beskrevs av Wahlgr. 1913. Endrosa baltica ingår i släktet Endrosa och familjen björnspinnare. Inga underarter finns listade i Catalogue of Life.